# Armoiries d'Åland
Le blason d'Åland, fut octroyé en 1560, avant la célébration des funérailles du roi Gustave Ier Vasa. Dans ce blason figure, sur un champ d'azur, un cerf d'or. Le tout est surmonté d'une couronne.
En 1944 on découvrit que ces armoiries était initialement prévues pour Öland.